# Mesophyllaceae
Famille
La famille des Mesophyllaceae est une famille d’algues rouges de l’ordre des Hapalidiales.

## Liste des genres
Selon AlgaeBase (8 février 2019) :
- genre Capensia Athanasiadis
- genre Clathromorphum Foslie
- genre Kvaleya Adey & Sperapani
- genre Leptophytum W.H.Adey
- genre Melyvonnea Athanasiadis & D.L.Ballantine
- genre Mesophyllum Me.Lemoine

Selon World Register of Marine Species (8 février 2019) :
- genre Capensia Athanasiadis, 2017
- genre Clathromorphum Foslie, 1898
- genre Melyvonnea A.Athanasiadis & D.L.Ballantine, 2014
- genre Mesophyllum Me.Lemoine, 1928